# Surdegis
Surdegis (ryska: Сурдягис) är en ort i Litauen. Den ligger i den centrala delen av landet, 110 km norr om huvudstaden Vilnius. Surdegis ligger 83 meter över havet och antalet invånare är 244.
Terrängen runt Surdegis är mycket platt, och sluttar västerut. Runt Surdegis är det glesbefolkat, med 20 invånare per kvadratkilometer. Närmaste större samhälle är Miežiškiai, 17,8 km väster om Surdegis. Omgivningarna runt Surdegis är en mosaik av jordbruksmark och naturlig växtlighet.